# ناحیه الحمادنه
ناحیه الحمادنه (به عربی: دائرة الحمادنة) یک ناحیه در الجزایر است که در استان غلیزان واقع شده‌است.